# Adghers-n-Warfaln
Adghers-n-Warfaln est un petit village (moins de 1 000 habitants), dans le département de Souss-Massa au Maroc. Le village est à 65 km de la ville de Tata. Un deuxième nom désigne ce village : Adkhss (en berbère : ⴰⴹⵅⵙ, en arabe : ادخس).

## Histoire
Le village d'Adghers-n-Warfaln était peuplé autrefois en majorité d'Africains. Il était appelé « le village des Noirs ». 
Il s'y trouve les ruines d'un ancien village, dont la date exacte de la construction est encore inconnue, mais la datation archéologiques estime qu'il a été construit il y a plus de 400 ans. Ces ruines se composent de maisons, une mosquée et un grenier collectif imposant (un agadir) ; l'architecture de ces bâtisses est atypique à la région. Les murs sont construits en utilisant des matériaux de construction disponibles dans la région : des pierres, un mélange composé de la terre et de la chaux comme du ciment.

## Géographie
Ce village est construit à côté d'un paysage oasien verdoyant, qui permet de cultiver de la luzerne, des dattiers et des oliviers.

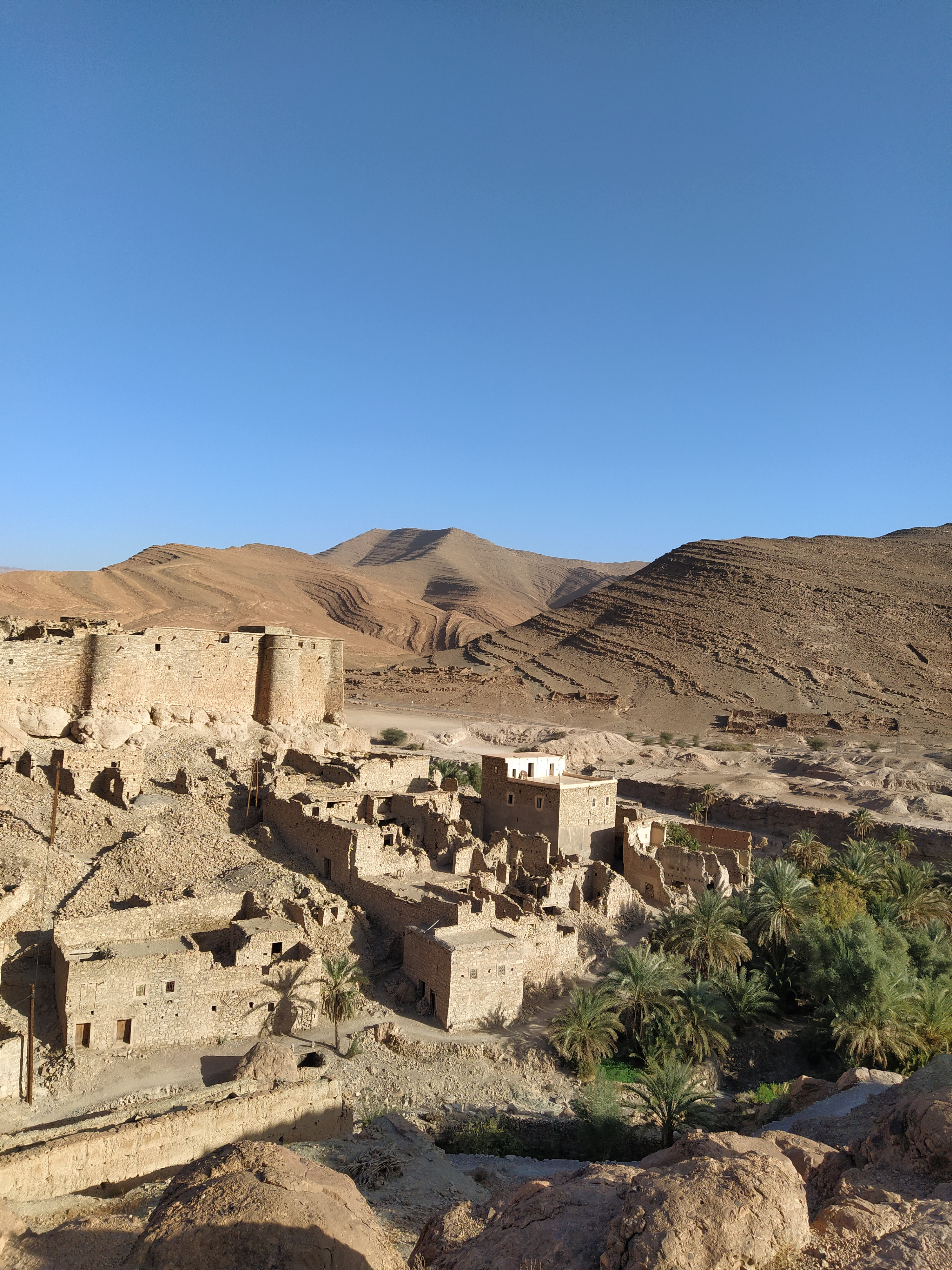
Village d'Adkhss
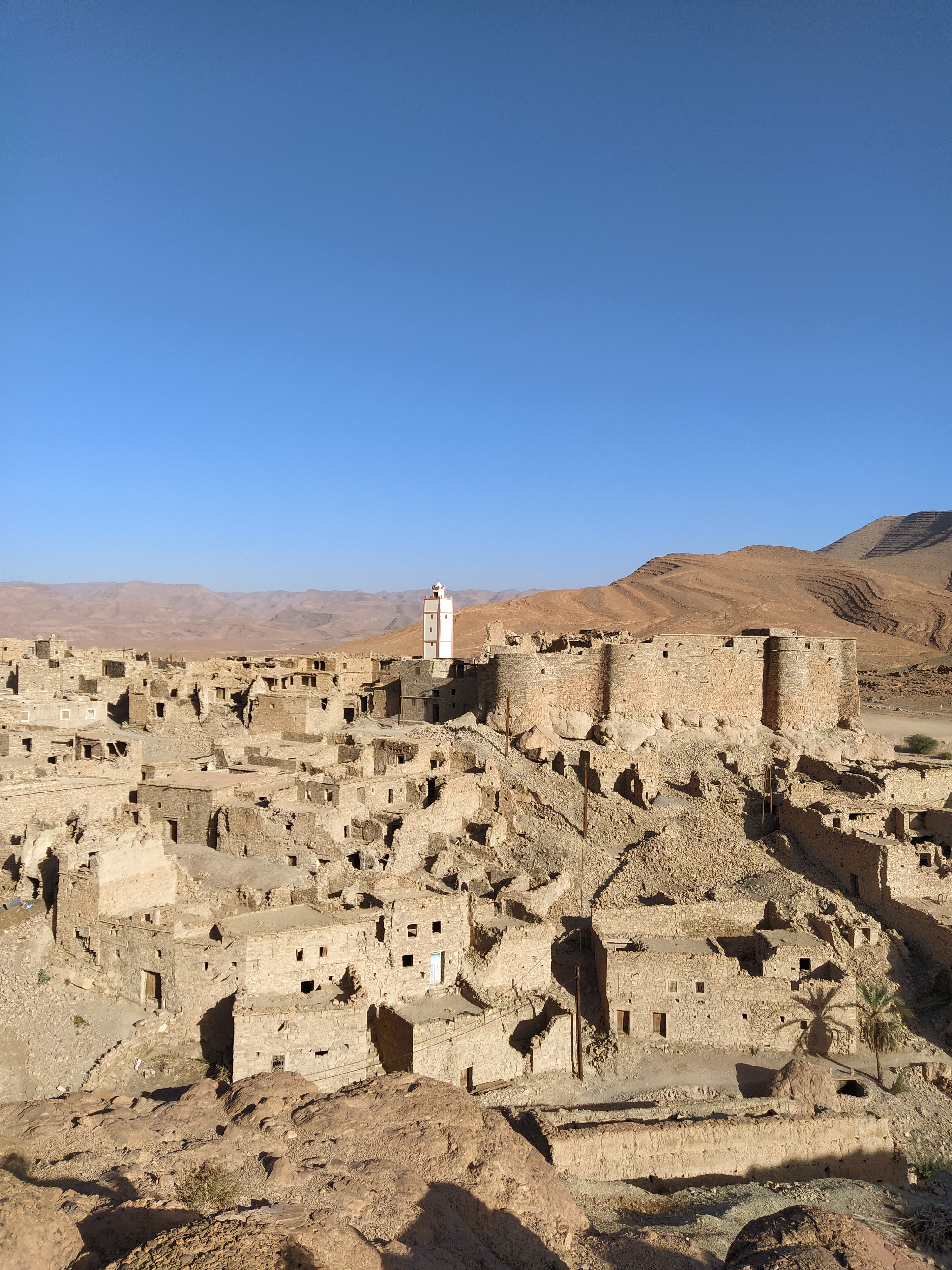
Ruines, grenier et mosquée
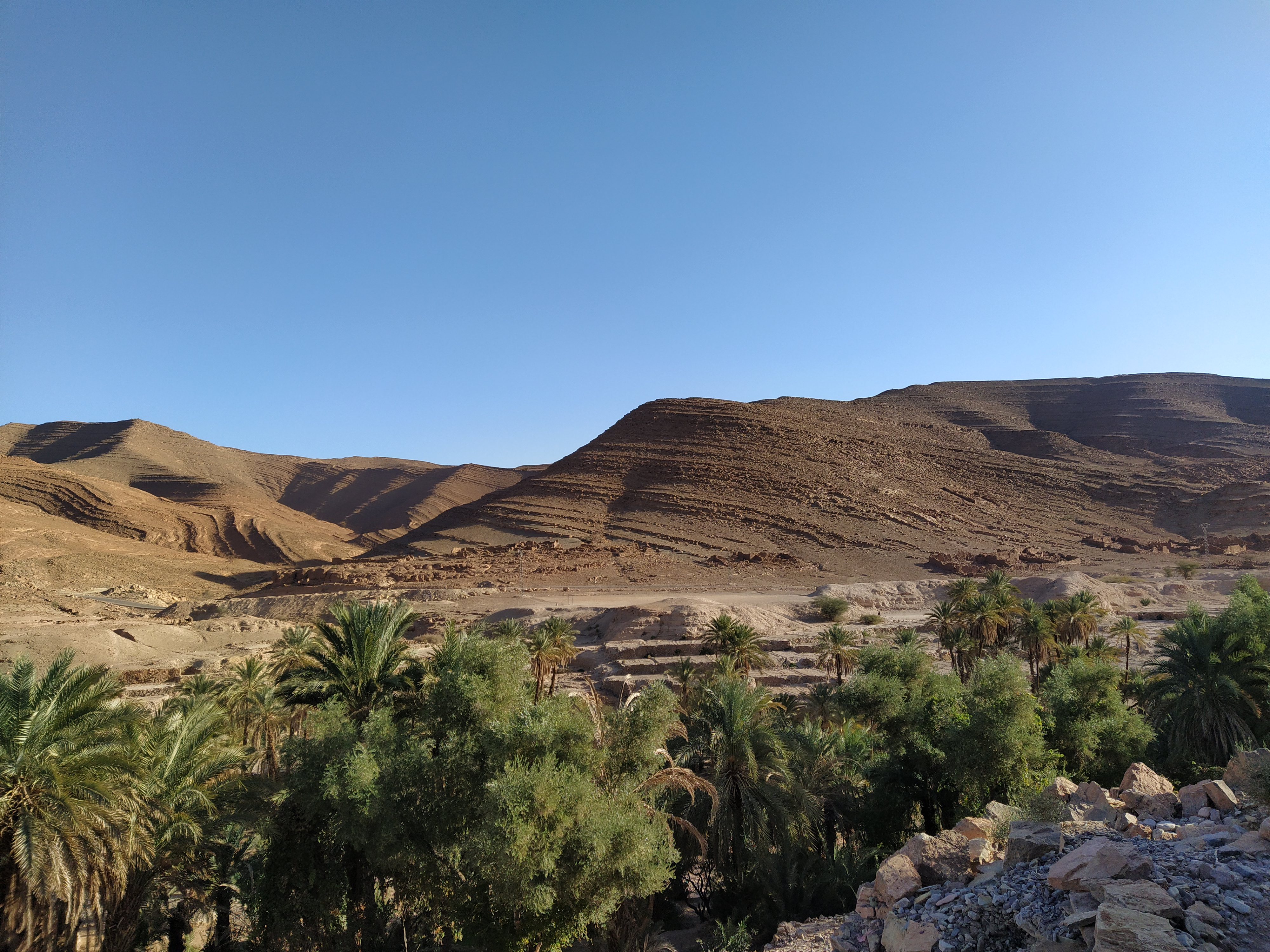
L'oasis

## Les travaux de réhabilitation du grenier collectif d'Adkhss
Le chantier de réhabilitation du grenier collectif est entamé en janvier 2019.